# West Sweden
West Sweden var Västsveriges EU- och Representationskontor med kontor i både Göteborg och Bryssel. Organisationen bildades 1992 och etablerade sig 1993 som ett av de första svenska regionkontoren i Bryssel. Beslut om nedläggning fattades 2013.   
Organisationen var öppen för alla kommuner inom Värmland, Halland och Västra Götalandsregionen. West Sweden hade 71 medlemmar inklusive Västra Götalandsregionen, Region Halland och Region Värmland. 
West Swedens syfte:
- West Sweden är en serviceorganisation för kommuner och regioner med uppgift att stimulera och stödja den lokala och regionala utvecklingen i Västsverige, framför allt med hjälp av de möjligheter som medlemskapet i EU innebär.
- West Sweden erbjuder möjligheter för sina medlemmar att utveckla idéer som ligger i framkanten av Europas utveckling och att ta vara på regionala intressen inom EU.

## Verksamhet
- Förädla projektidéer med ambitionen att utveckla Västsverige i samarbete med övriga Europa
- Uppmuntra och stödja medlemmarnas deltagande i EU:s fonder och program
- Bevaka frågor väsentliga för den västsvenska regionen
- Bygga nätverk med övriga aktörer i EU
- Förmedla information